# Llorenç Mendes
Lourenço Mendes (Vilar, Chaves, Nord de Portugal, primera meitat del s. XIII - Guimarães, 27 de gener de 1280) fou un frare dominic, predicador a la regió de Guimaraes. És venerat com a beat per l'Església catòlica, gaudint de devoció popular al nord de Portugal on és anomenat Sant Llorenç, tot i que no ha estat mai canonitzat.

## Biografia
De família noble, va passar la joventut dedicat al lleure fins que va tenir una crisi espiritual i s'adreçà al convent de S. Domingos de l'Orde de Predicadors de Guimarães, on era prior Pere González Telmo. Hi ingressà i visqué de manera exemplar en la virtut i la pregària, a més de predicar en les comarques d'entre el Douro i el Miño i obtenir-ne moltes conversions. Se li atribuïen miracles, com guariments i exorcismes. Va construir el pont de Cavez (Cabeceiras de Basto), sobre el Tâmega, amb cinc ulls i de pedra, per substituir l'antic pont de fusta, que les riades destruïen amb freqüència.
Segons la llegenda, quan era a Chaves, un àngel li lliurà unes relíquies provinents d'una església d'Antioquia i que, en haver caigut en mans de musulmans, calia salvar. El frare va dipositar a l'església del seu convent. Mort, fou sebollit a la mateixa església, on fou venerat com a beat en el si de l'orde i a la diòcesi de Guimaraes.

## Llegenda del pont
Segons una llegenda, els habitants de la regió dubtaven que el frare fos capaç de construir el pont; quan l'acabà i se'n comprovà la solidesa, el dominic es posà tan content que morí de sobte. Fou enterrat al costat del pont i en la tomba es posà la inscripció "Esta é a ponte de Cavez e aqui jaz quem a fez" ("Aquest és el pont de Cavez i aquí jeu qui el feu").